# 962 до н. е.

## Події
- Соломон став царем Ізраїлю.
- Ю-гун Цзай — кінець другого правління.